# Vanessa Chinitor

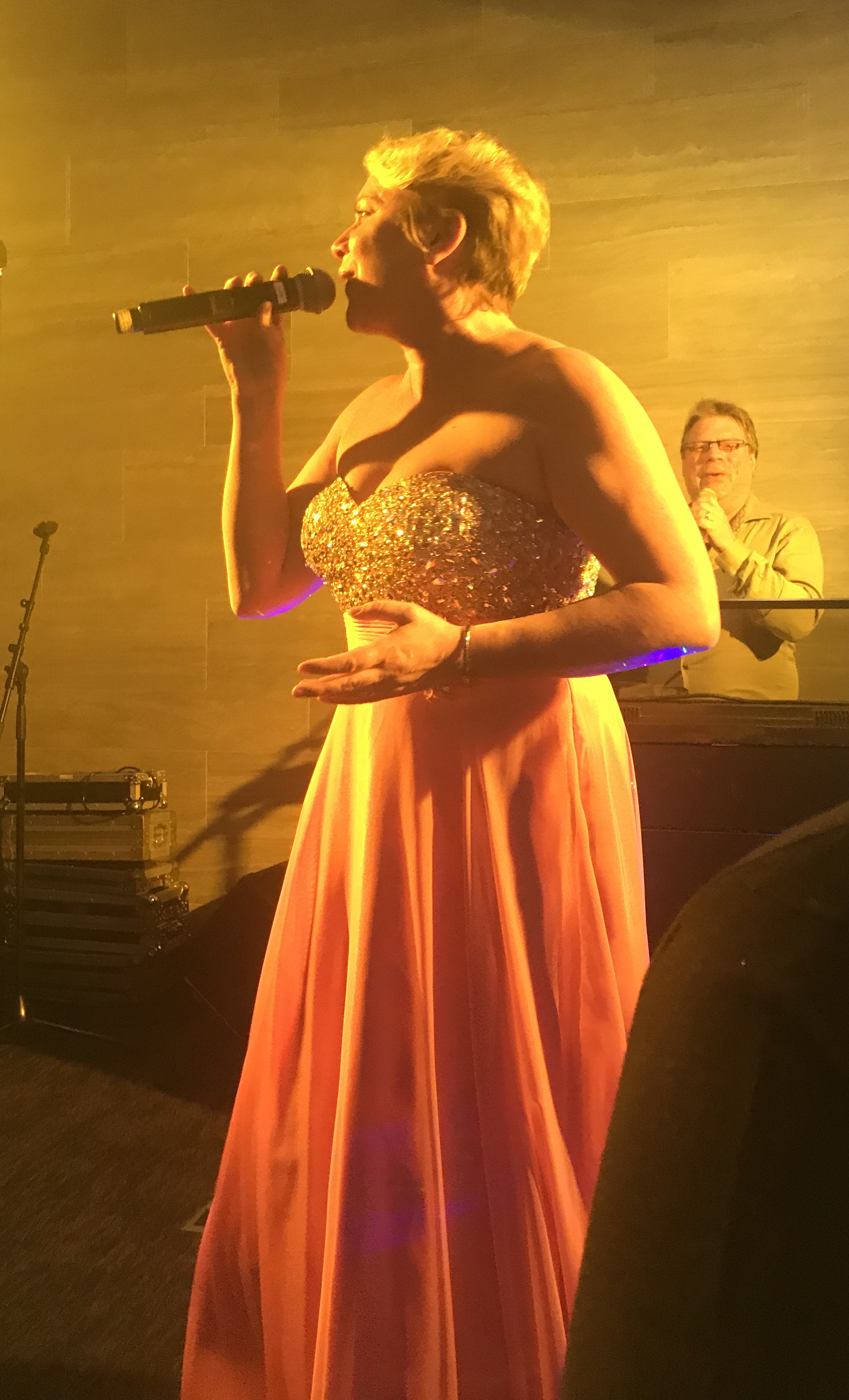

Vanessa Chinitor, född 13 oktober 1976 i Dendermonde, Belgien, är en sångerska.

## Karriär
Chinitor var finalist i den TV-sända talangtävlingen Ontdek de Ster och kom efter det att släppa sin debutsingel, In al mijn dromen, 1998. Hon har medverkat i en rad musikshower på TV och på scen, ofta i samarbete med musikern Dirk Bauters.

### Eurovision Song Contest
Hon representerade Belgien i Eurovision Song Contest 1999 i Jerusalem, Israel med bidraget Like the Wind, som var starkt influerat av New Age-musik. Bidraget lottades att framföras med startnummer två. Efter omröstningen hade Belgien fått 38 poäng, lika många som brittiska Precious och deras Say It Again, vilket gav dem båda en delad 12:e plats. Vann gjorde Sverige med Take Me to Your Heaven med Charlotte Nilsson.
2006 återvände Chinitor till den belgiska uttagningen och framförde bidraget Beyond You, men tog sig inte till final.

## Diskografi

### Singlar
- 1998 In al mijn dromen
- 1999 Verdoofd en verblind
- 1999 Like the Wind
- 1999 When the Siren Calls
- 1999 Verlangen
- 2000 Deze dans
- 2000 Ik neem vandaag de trein
- 2001 Comme j'ai toujours (duett med Bart Kaëll)
- 2001 I've Got You Babe (duett med Bart Kaëll)
- 2001 Weer naar zee (duett med Bart Kaëll)
- 2002 Heimwee
- 2004 Je hart

### Album
- 1999 Like the Wind
- 2001 Costa Romantica (med Bart Kaëll)